# Djambà
Djambà (en rus: Джамба) és un poble de l'óblast d'Astracan, a Rússia, segons el cens del 2010 tenia 119 habitants.